# Nationaal park Mosi-oa-Tunya
Het nationaal park Mosi-oa-Tunya is een nationaal park in Zambia. Het park is onderdeel van de UNESCO-Werelderfgoedlijst onder de inschrijving Mosi-oa-Tunya / Victoriawatervallen. Het is daarnaast onderdeel van de Kavango-Zambezi Transfrontier Conservation Area.
Hier bevinden zich de Victoriawatervallen, die plaatselijk de naam Mosi-oa-Tunya dragen, dat Lozi is voor "de rook die dondert". De watervallen liggen in de Zambezi op de grens van Zambia met Zimbabwe en aan de Zimbabwaanse kant liggen de watervallen in het nationaal park Victoria Falls. 
Het park beslaat 66 km² en loopt vanaf de Songwe Gorge onder de watervallen in een noordwestelijke boog langs ongeveer 20 km van de Zambiaanse rivieroever. Het vormt de zuidwestelijke grens van de stad Livingstone en heeft twee hoofdgedeelten, elk met een eigen ingang: een wildpark aan het noordwestelijke uiteinde en het land grenzend aan de Victoriawatervallen zelf. Het strekt zich stroomafwaarts uit van de watervallen en naar het zuidoosten langs de Batoka Gorge.

## Wildpark
Het wildpark bestaat uit hoog rivierbos met palmbomen, miombobosland en grasland met veel vogels en dieren zoals de Angolagiraffe, burchellzebra, knobbelzwijn, sabelantilope, kafferbuffel, impala en andere antilopen. Sinds 2000 is het aantal dieren gedaald door droogte.
In het park leven tien zuidelijke witte neushoorns, inclusief kalveren. Deze neushoorns zijn niet inheems in Zambia; ze zijn geïmporteerd uit Zuid-Afrika (de inheemse zwarte neushoorn was uitgeroeid in het land, maar in het kader van een proefproject worden ze geherintroduceerd in North Luangwa National Park). De oorspronkelijke introductie bestond uit twee neushoorns; beide werden gestroopt in de nacht van 6 juni 2007. Een werd niet ver van de poort doodgeschoten en de hoorn werd verwijderd; de andere had ernstige schotwonden maar overleefde en leeft nog steeds in het park onder 24-uurs bewaking. In 2009 was het aantal neushoorns uitgebreid tot vijf dieren, met plannen om er te zijner tijd nog meer te introduceren. In 2022 waren er 10 witte neushoorns in het park.
Savanneolifanten worden vaak in het park gezien als ze in het droge seizoen vanaf de Zimbabwaanse kant de rivier oversteken. Nijlpaarden en nijlkrokodillen kun je vanaf de rivieroever zien. Vervetten en bavianen komen veel voor, net als in de rest van het nationale park buiten het wildgedeelte. Sinds januari 2009 biedt het commerciële wildlifebedrijf Lion Encounter een 'wandelen met leeuwen'-ervaring aan in het park, met verdere plannen om een fokprogramma voor de leeuwen te starten in het binnenkort uit te breiden Dambwa Forest-gedeelte van het park.
In het wildpark ligt het Old Drift Cemetery, waar de eerste Europese kolonisten werden begraven. Ze sloegen hun kamp op bij de rivier, maar bezweken steeds weer aan een vreemde en dodelijke ziekte. Ze gaven de geel-groen gebladerde “koortsbomen” de schuld van deze ongeneeslijke ziekte, terwijl het de hele tijd de malariamug was die hun ondergang veroorzaakte. Al snel verhuisde de gemeenschap naar hoger gelegen gebieden en ontstond de stad Livingstone.

## Watervallen
Het watervallengedeelte van het nationale park omvat het regenwoud op de klif tegenover de Eastern Cataract, dat in stand wordt gehouden door de nevel van de watervallen. Het bevat planten die zeldzaam zijn voor dit gebied, zoals Afzelia quanzensis, Diospyros, Phytelephas, Phoenix reclinata en een aantal klimplanten en lianen. Kleine antilopen en knobbelzwijnen leven in dit gebied en kunnen ook worden gezien op de paden door het rivierbos die naar de watervallen leiden.
In november 2005 werd een nieuw standbeeld van ontdekkingsreiziger David Livingstone in het park geplaatst (het originele en beroemdere standbeeld van Livingstone staat aan de Zimbabwaanse kant). Er werd ook een plaquette onthuld op Livingstone Island om de plek aan te geven vanwaar Livingstone als eerste Europeaan de watervallen zag.
De Knife-Edge Bridge werd in de jaren 1960 in dit gebied gebouwd om te voet toegang te krijgen tot de kliffen die uitkijken over de Rainbow Falls en de uitgang van de First Gorge naar de Boiling Pot in de Second Gorge. Er gaat ook een steil voetpad omlaag naar de Boiling Pot, met uitzicht op de Second Gorge en de Victoria Falls Bridge.
In het gebied vlak voordat de rivier over de Victoriawatervallen stort is er een klein onontwikkeld stuk van het park. Dit is de enige plek aan de rivier die toegankelijk is zonder te betalen. Het is een belangrijke locatie voor olifanten om de rivier over te steken.
De toppen van de diepe kloven onder de watervallen kunnen worden bereikt via wegen en wandelpaden door het park en zijn goede plekken om klipspringers, Kaapse otters en 35 soorten roofvogels te zien, zoals de Taitavalk, zwarte arend, slechtvalk en augurbuizerd, die er allemaal broeden.

## Important Bird Area
Het park is samen met de Batoka Gorge aangewezen als Important Bird Area door BirdLife International vanwege het belang voor significante populaties van koperstaartspoorkoekoek, zwarte ooievaar, rotsvorkstaartplevier, vlagstaartscharrelaar, taitavalk, kurrichanelijster, miomborotslijster, Arnots miertapuit, witbuikhoningzuiger, bruine amarant en breedstaartparadijswida.

## Galerij

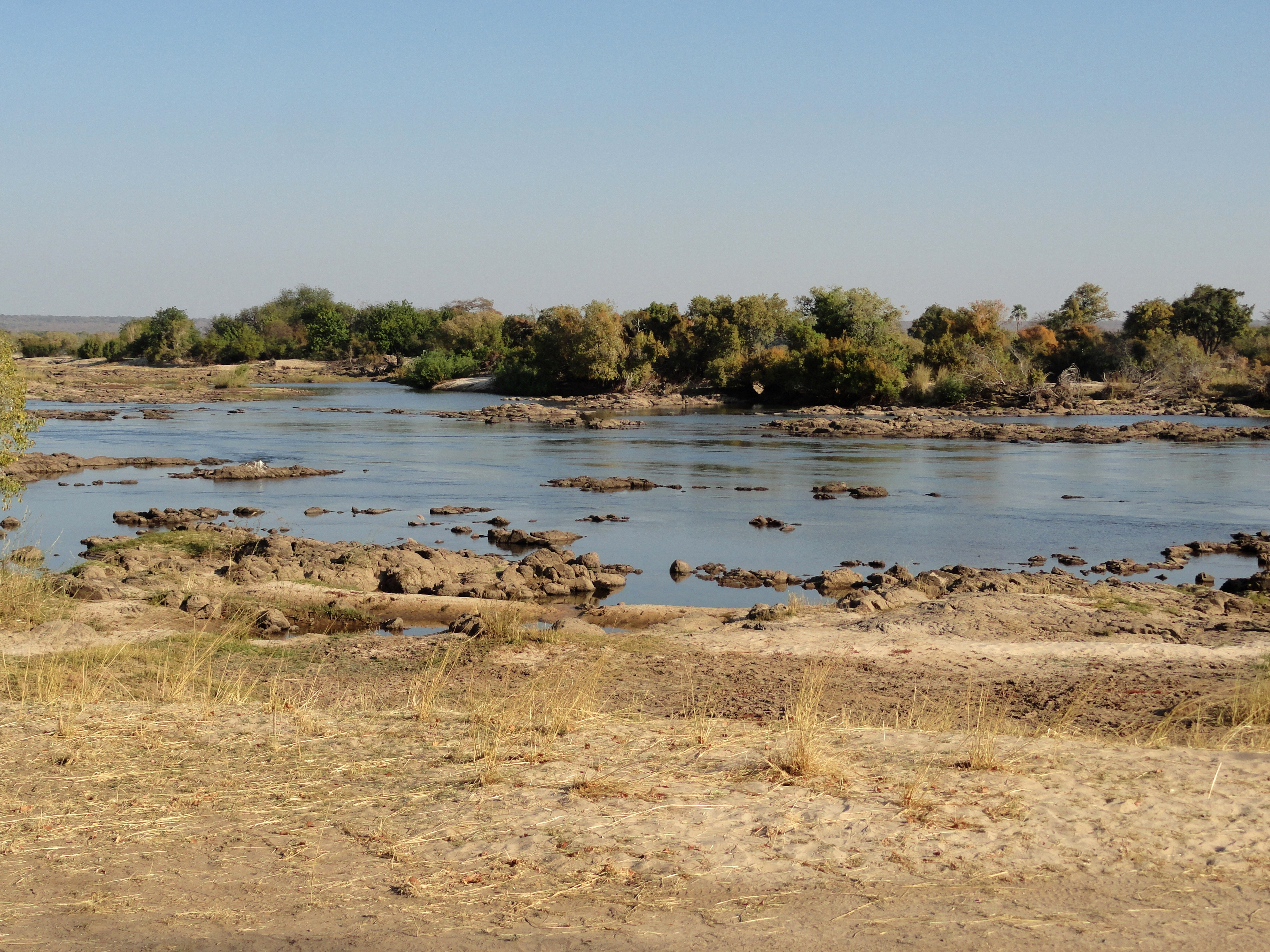
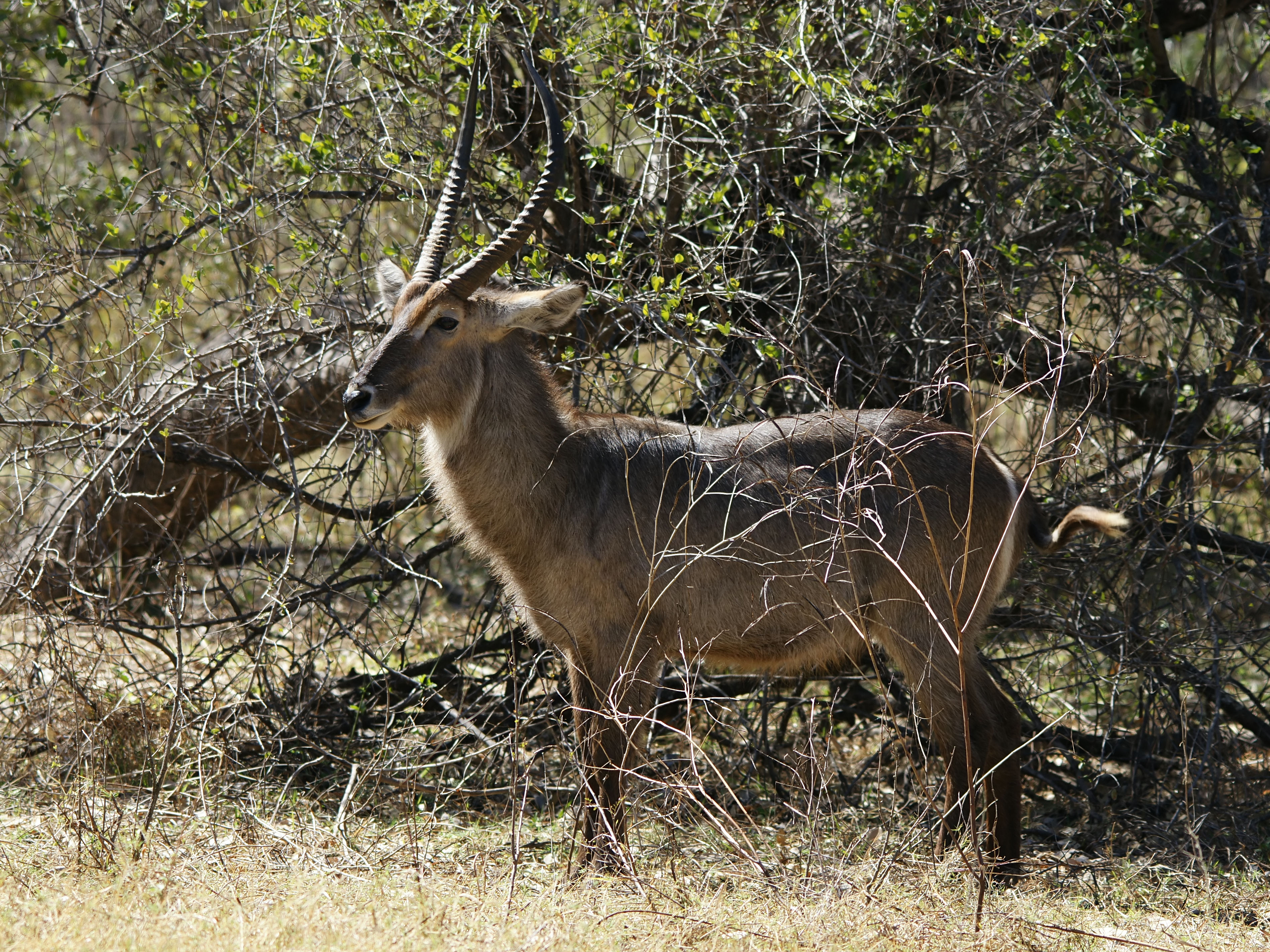
Ellipswaterbok
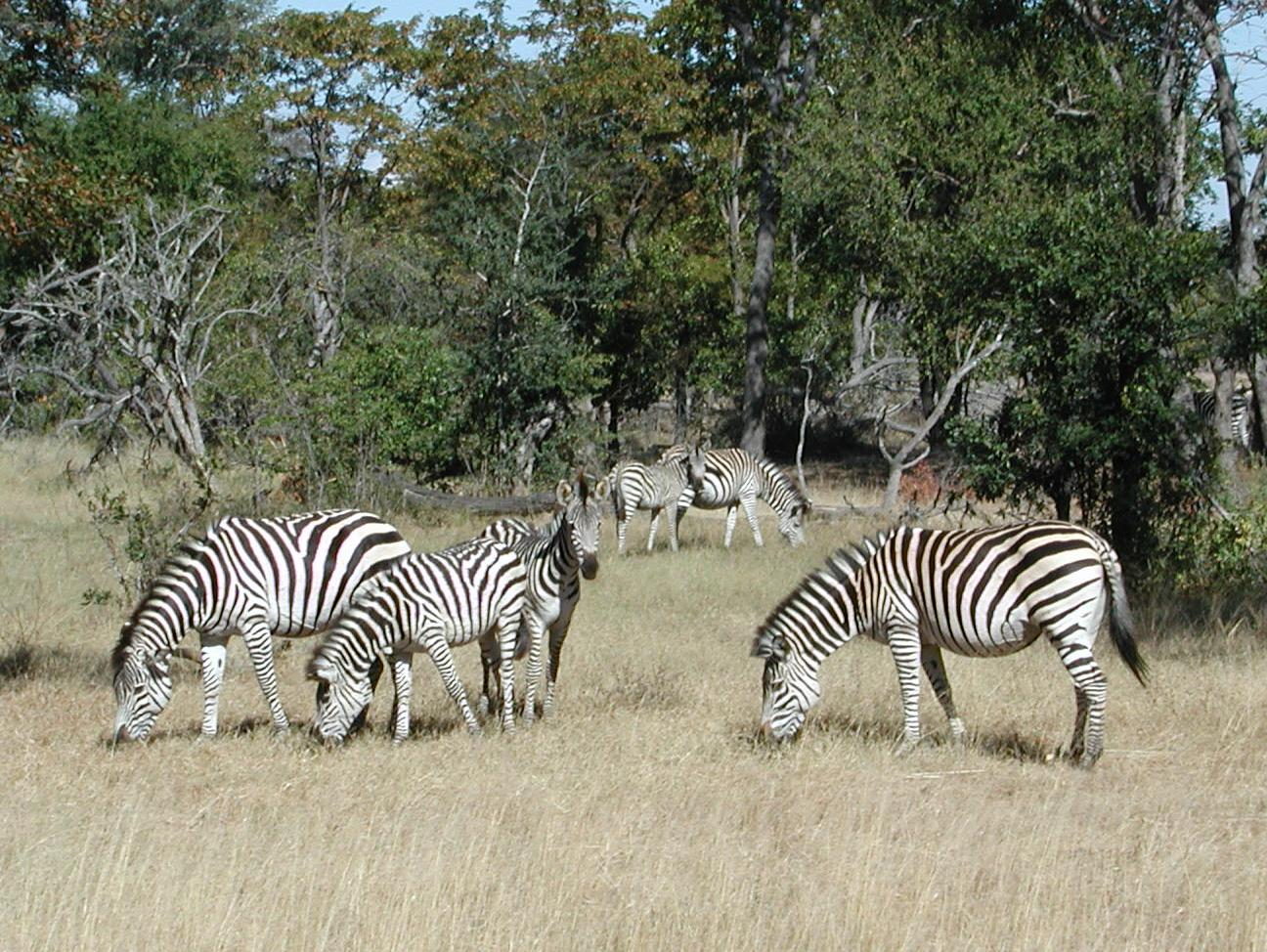
Grantzebra
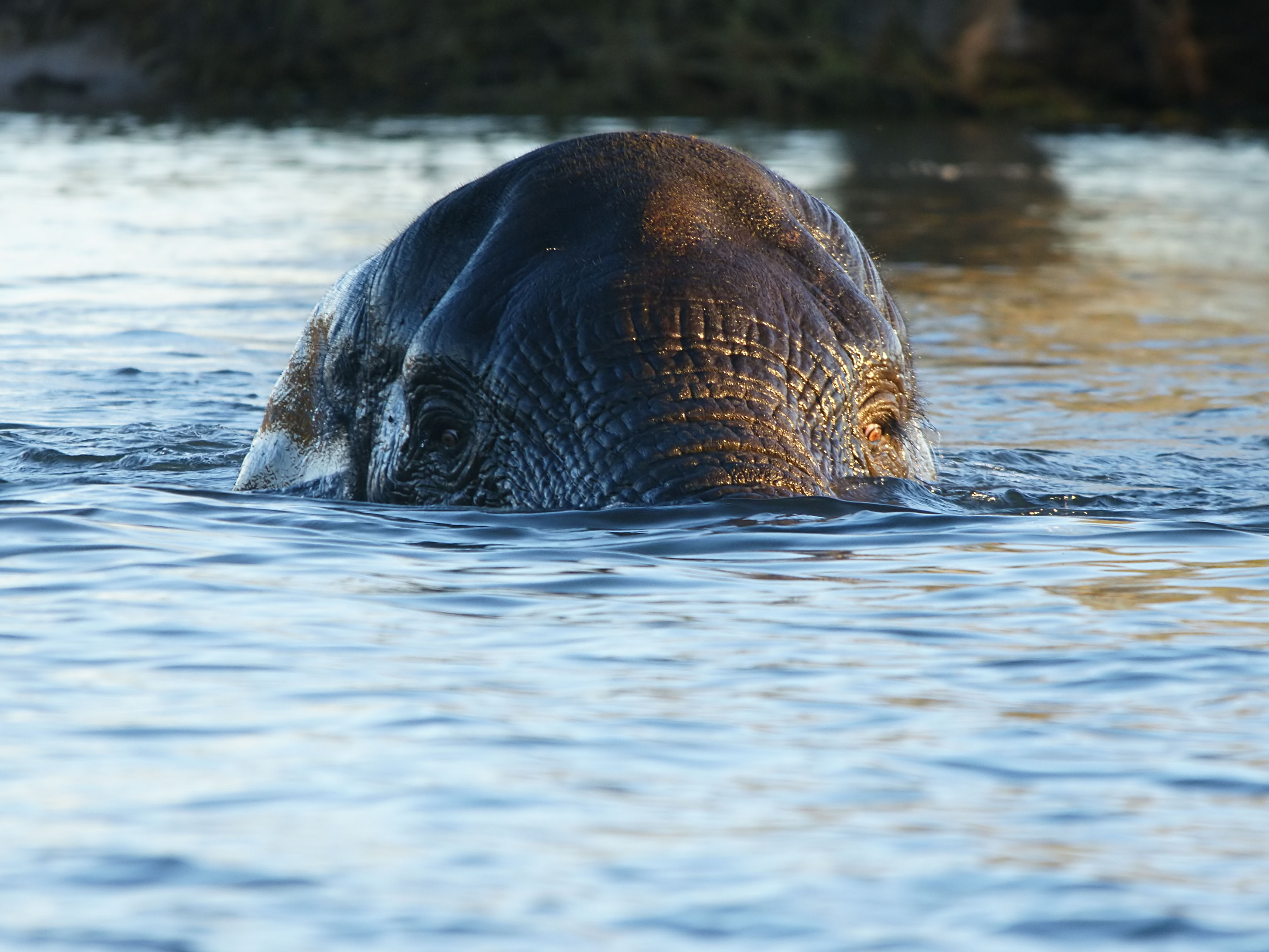
Savanneolifant steekt de Zambezi over.
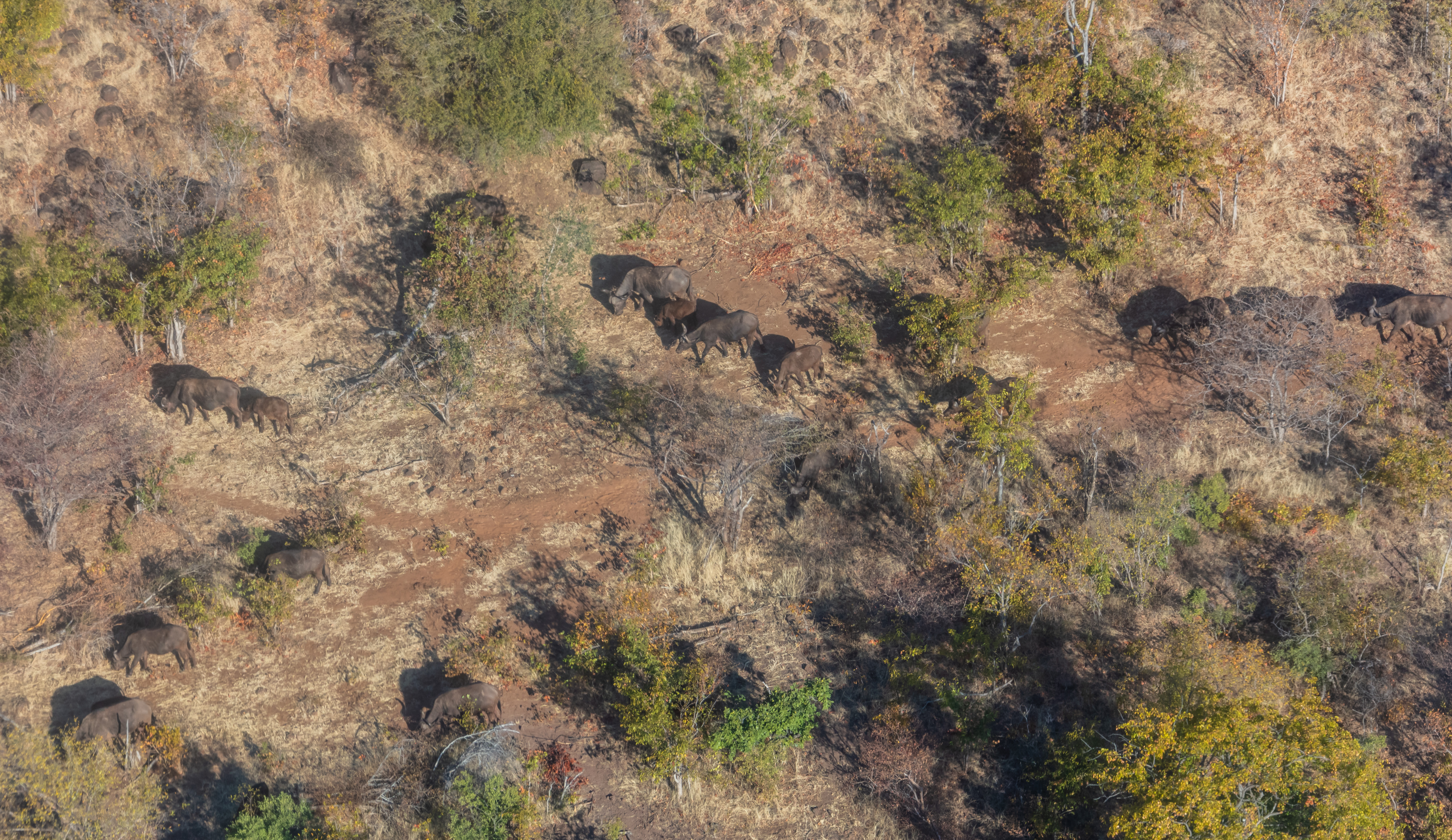
Kudde kafferbuffels
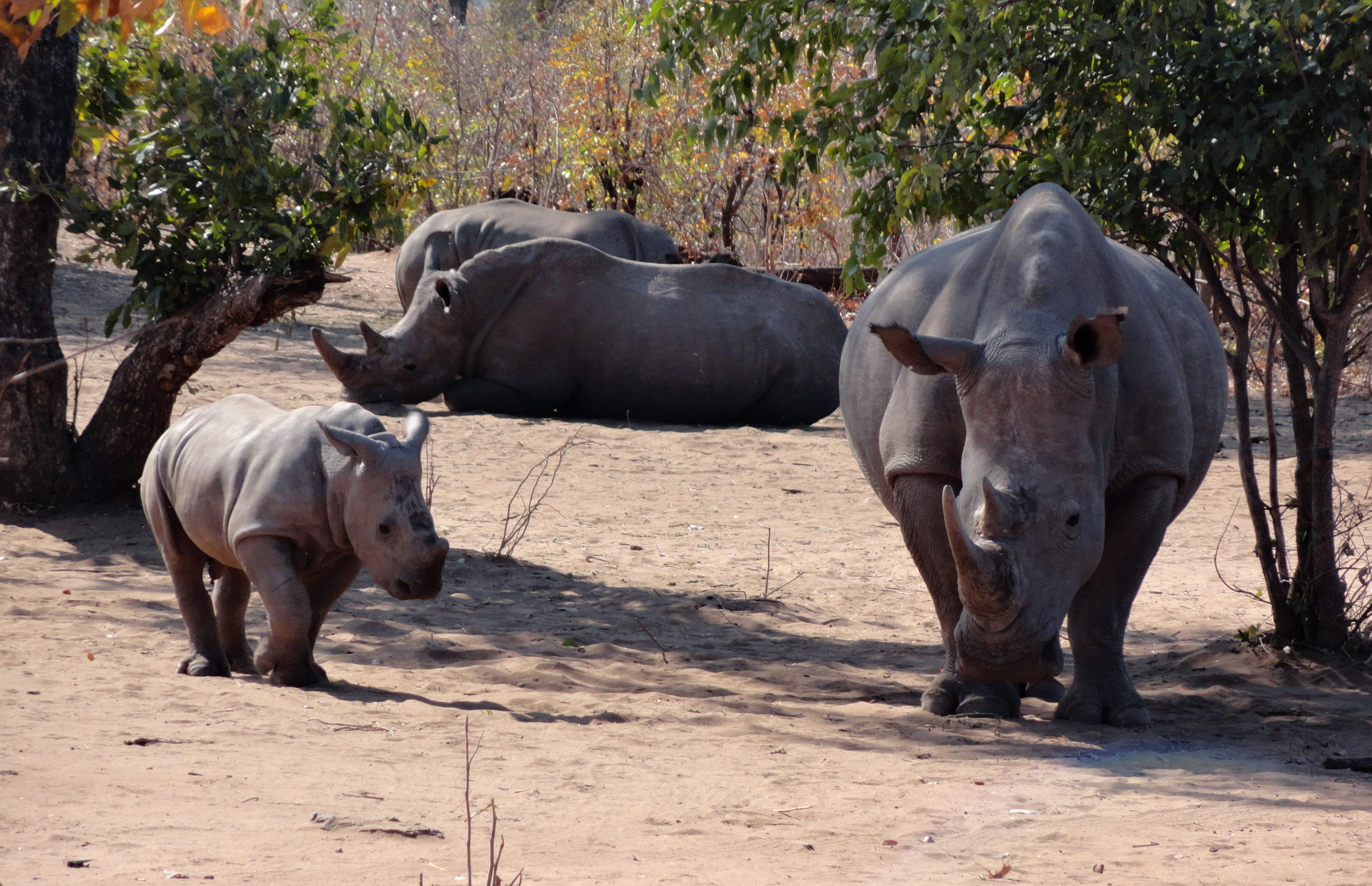
Witte neushoorns
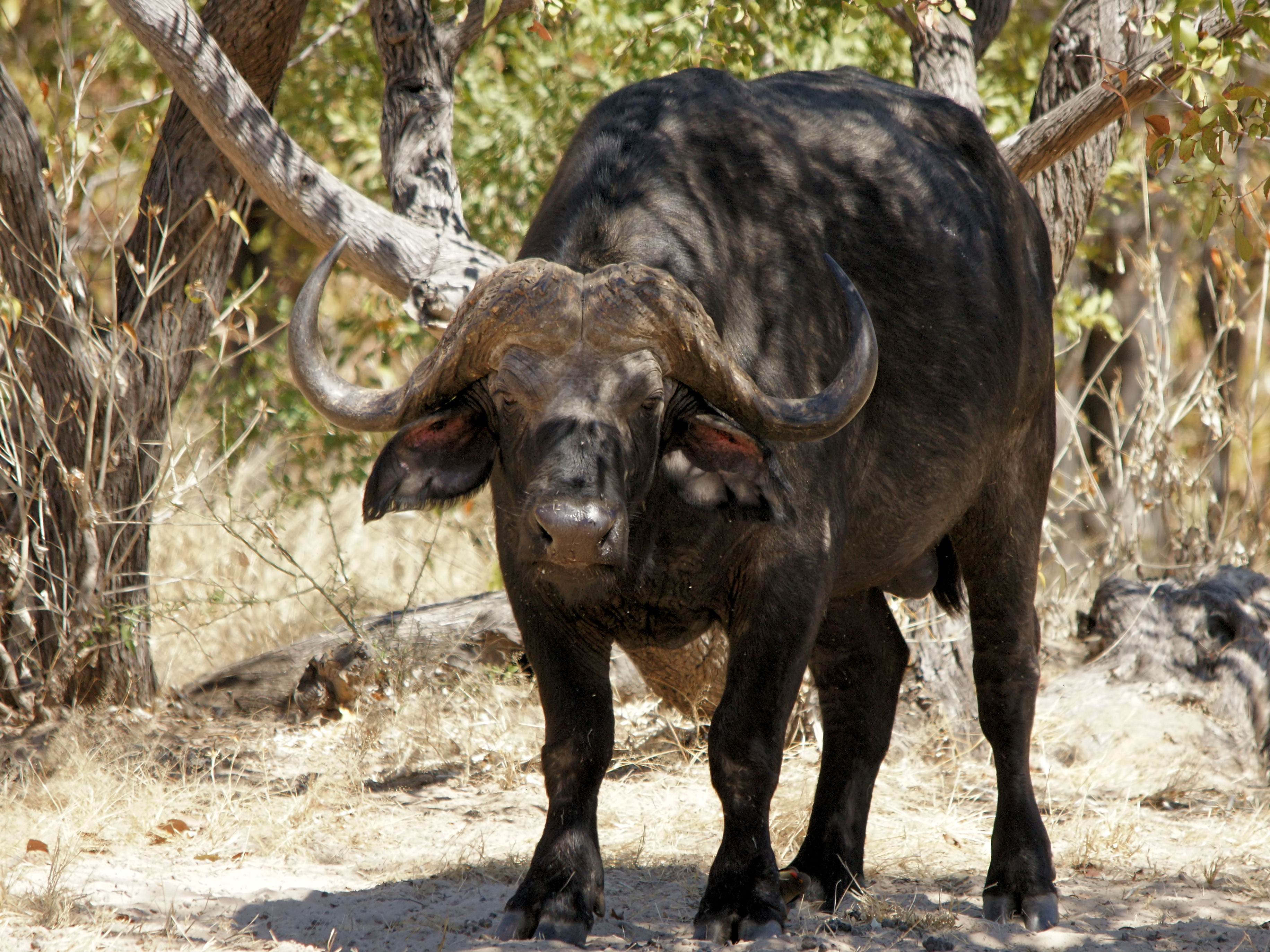
Mannelijke kafferbuffel
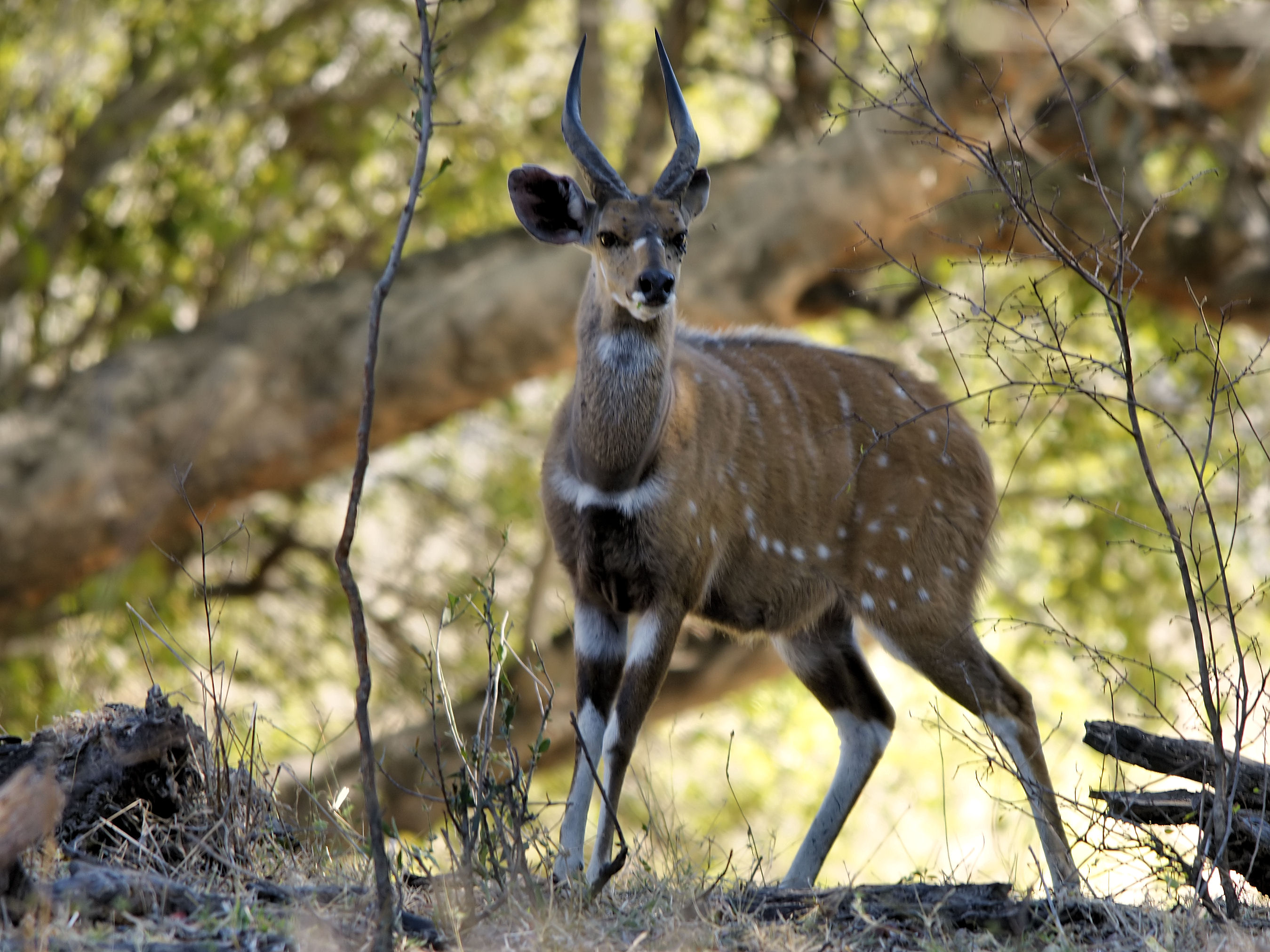
Zuidelijke bosbok